# Basiliximab
Le Basiliximab (nom commercial Simulect) est un anticorps monoclonal humanisé (chimère homme-souris). Il cible l'IL-2, précisément la chaîne α du CD25, récepteur des cellules T. Il est utilisé pour prévenir le rejet de greffe d'organe, notamment du rein. Simulect est exploité par le laboratoire Novartis et a été approuvé par la Food and Drug Administration (FDA) en 1998 ainsi que par l'agence européenne du médicament en 1999.

## Utilisation
Le Basiliximab est un immunosuppresseur utilisé pour induire la tolérance immunologique d'une allogreffe essentiellement rénale en association avec la ciclosporine et l'azathioprine. Il a été rapporté que certains cas de lichen plan ont été traités avec succès par le basiliximab comme une alternative à la ciclosporine. Les effets indésirables sont ceux que l'on rencontre habituellement avec ces traitements immunosuppresseurs.

## Mécanisme d'action
Le Basiliximab vient bloquer la chaîne alpha de la sous-unité du récepteur de l'IL2 sur la surface des lymphocytes T activés . Il bloque ainsi le récepteur de signalisation. Il inhibe la réplication  des cellules T qui active physiologiquement le cellules B, qui produisent les anticorps responsable du rejet de  greffe,.

## Chimie
C'est un anticorps monoclonal de l'isotype IgG1 dirigé contre le CD25,.

## Situation administrative
En France ce médicament est réservé à l'usage hospitalier et la prescription à des équipes autorisées à pratiquer des greffes d'organes. L'autorisation de mise sur le marché a été modifiée le 28/11/2014 par l'agence européenne du médicament.